# 0,7 na dwóch
0,7 na dwóch – wspólny album dwóch polskich raperów Kobry i Bezczela - członka zespołu hip-hopowego Fabuła. Został wydany 21 kwietnia 2012 roku nakładem wytwórni RPS Enterteyment. Za produkcję muzyczną odpowiadają NNFOF, SoDrumatic i Donatan, natomiast skrecze wykonali DJ Ace, DJ Sab. Gościnnie na albumie wystąpili tacy muzycy jak: Vixen, Północny Toruń Projekt, Gedz czy PeeRZet. Płyta była dotąd promowana dwoma teledyskami powstałymi do utworów "Flowrider" i "Nim nastanie świt" z gościnnym udziałem Kroolika Underwooda.

## Lista utworów
Opracowano na podstawie materiału źródłowego.
1. "0'7 na dwóch" (Prod. NNFOF)
2. "Flowrider" (Prod. SoDrumatic)
3. "To tylko hip-hop" (gościnnie: Vixen, Prod. SoDrumatic; scratche DJ Ace)
4. "Charlie Sheen" (Prod. SoDrumatic; scratche DJ Ace)
5. "Szczyt" (gościnnie: Kroolik, Prod. SoDrumatic)
6. "Blazin'" (gościnnie: Gedz, PeeRZet, Prod. SoDrumatic)
7. "Sztorm stulecia" (Prod. Donatan; scratche DJ Sab)
8. "Rockstars" (gościnnie: PTP, Tomson, Prod. SoDrumatic)
9. "Nim nastanie świt" (gościnnie: Kroolik, Prod. SoDrumatic)
10. "Poczuj..." (gościnnie: Kroolik, Prod. SoDrumatic)
11. "1984" (gościnnie: My-Key, Prod. SoDrumatic)